# Porsche 964
La Porsche 964 è la denominazione usata dalla casa automobilistica tedesca Porsche per indicare le 911 di seconda generazione prodotte dal 1989 al dicembre 1993.
La 964 presenta diverse novità rispetto alla 911 originale, anche se esteriormente è molto simile al modello precedente. È stata la prima Porsche 911 ad essere offerta col cambio automatico Tiptronic e ad essere sviluppata anche in versione a trazione integrale (la Carrera 4). La versione Turbo della 964 è nota anche come 965.

## Nome

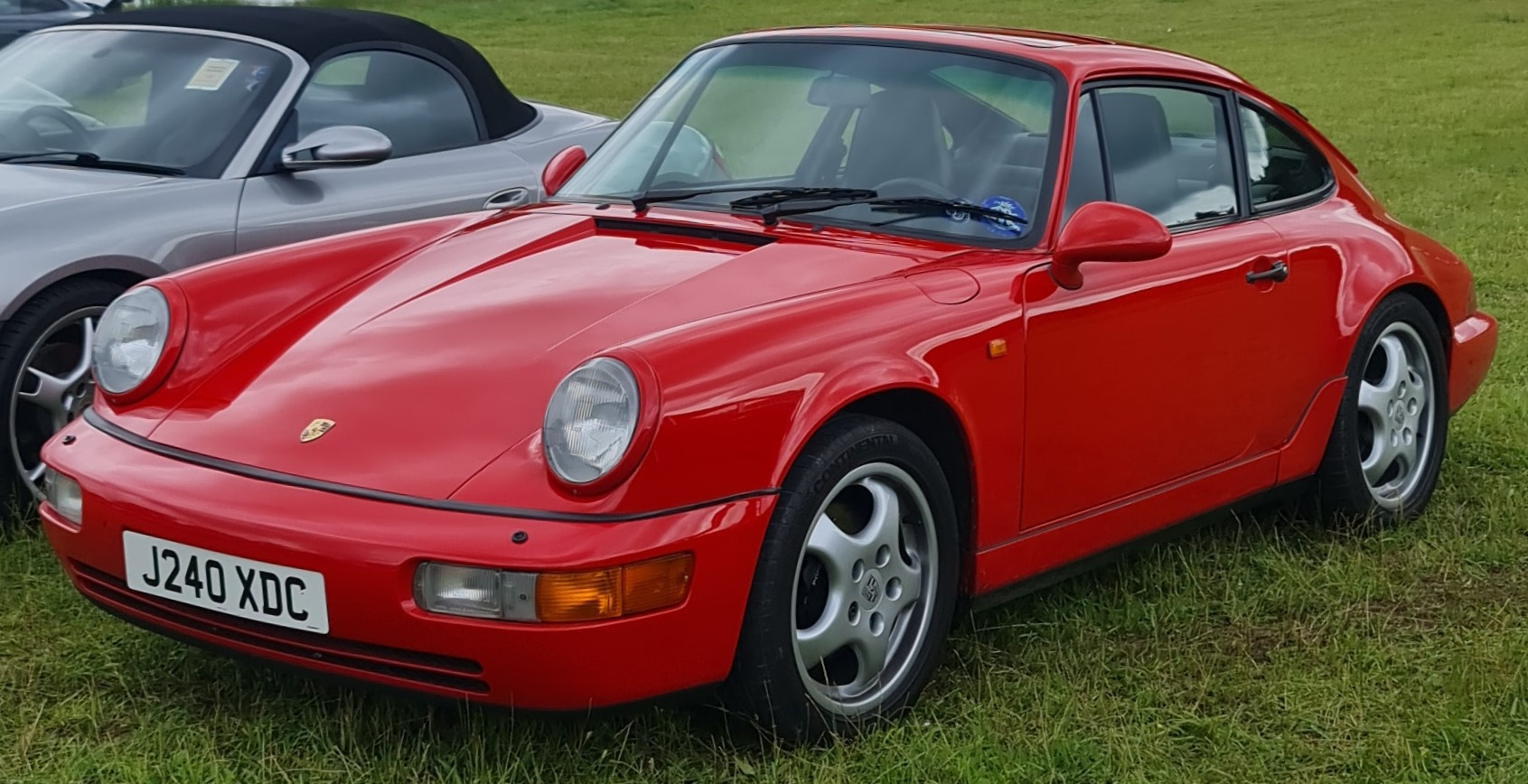
911 Carrera

Il "modello" 964 è in realtà il nome usato all'interno della Porsche. 
Il veicolo fu etichettato semplicemente con il nome "Carrera 2" o "Carrera 4" (a seconda della trazione, posteriore o integrale); infatti nel "manuale del proprietario", il nome pubblicato era semplicemente "Porsche 911 Carrera 2" o "Porsche 911 Carrera 4". 
In seguito il nome 964 è stato usato per distinguere questo modello dalle altre generazioni.

## Carrera 2 e Carrera 4
La 964 era nuova per circa l'85% delle sue parti e componenti rispetto alla precedente Carrera 3.2. Venne adottato un inedito motore boxer a 6 cilindri aspirato sempre raffreddato ad aria chiamato Porsche M64, dalla cilindrata di 3,6 litri. 

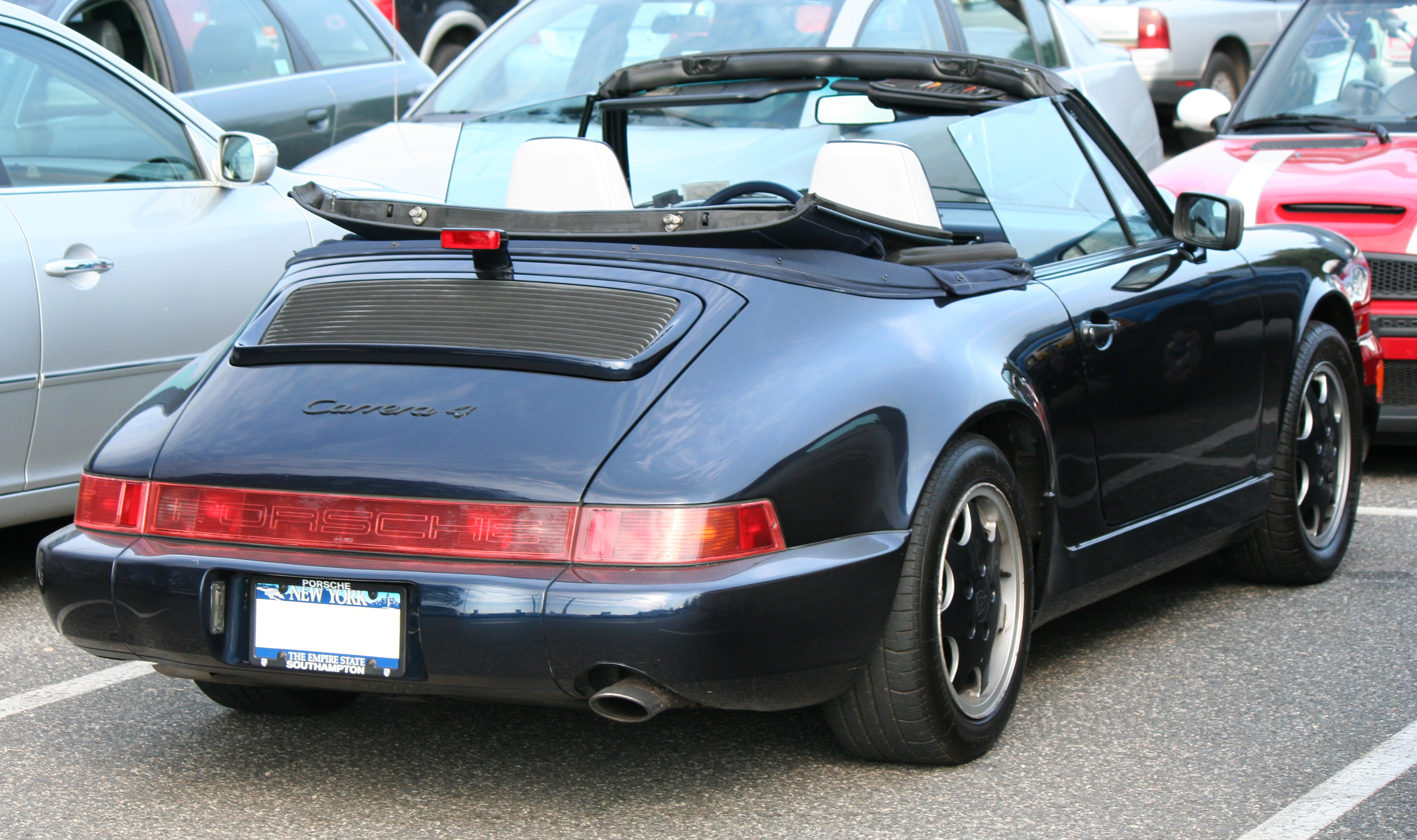
Carrera 4 Cabriolet

I tecnici Porsche modificarono le sospensioni, sostituendo le vecchie barre di torsione con molle elicoidali e ammortizzatori; inoltre vennero integrati nella dotazione standard il servosterzo e ABS (per la prima volta su una 911). I paraurti e i fendinebbia venne integrati insieme e dalla forma più arrotondata per migliorare l'aerodinamica. Sempre per la stessa ragione venne montato uno spoiler posteriore mobile retrattile elettricamente, che si azionava da solo oltre gli 80 km/h. 
L'interno venne rivisto e dotato di doppi airbag frontali (diventati di serie nel 1993), di un nuovo sistema di climatizzazione automatico per migliorare sia riscaldamento che il raffreddamento dell'abitacolo e strumentazione modificata.
Le prime 964 nel 1989 erano disponibili solo in versione "Carrera 4" equipaggiate con la trazione integrale. Nel 1990 fu aggiunto alla gamma la "Carrera 2", il modello a trazione posteriore. Entrambe le varianti erano disponibili come coupé, Targa o cabriolet. La Carrera 964 è stata l'ultima generazione venduta con il tradizionale tetto rimovibile Targa; dalla Porsche 993 venne rimpiazzato da un tettuccio di vetro "greenhouse".

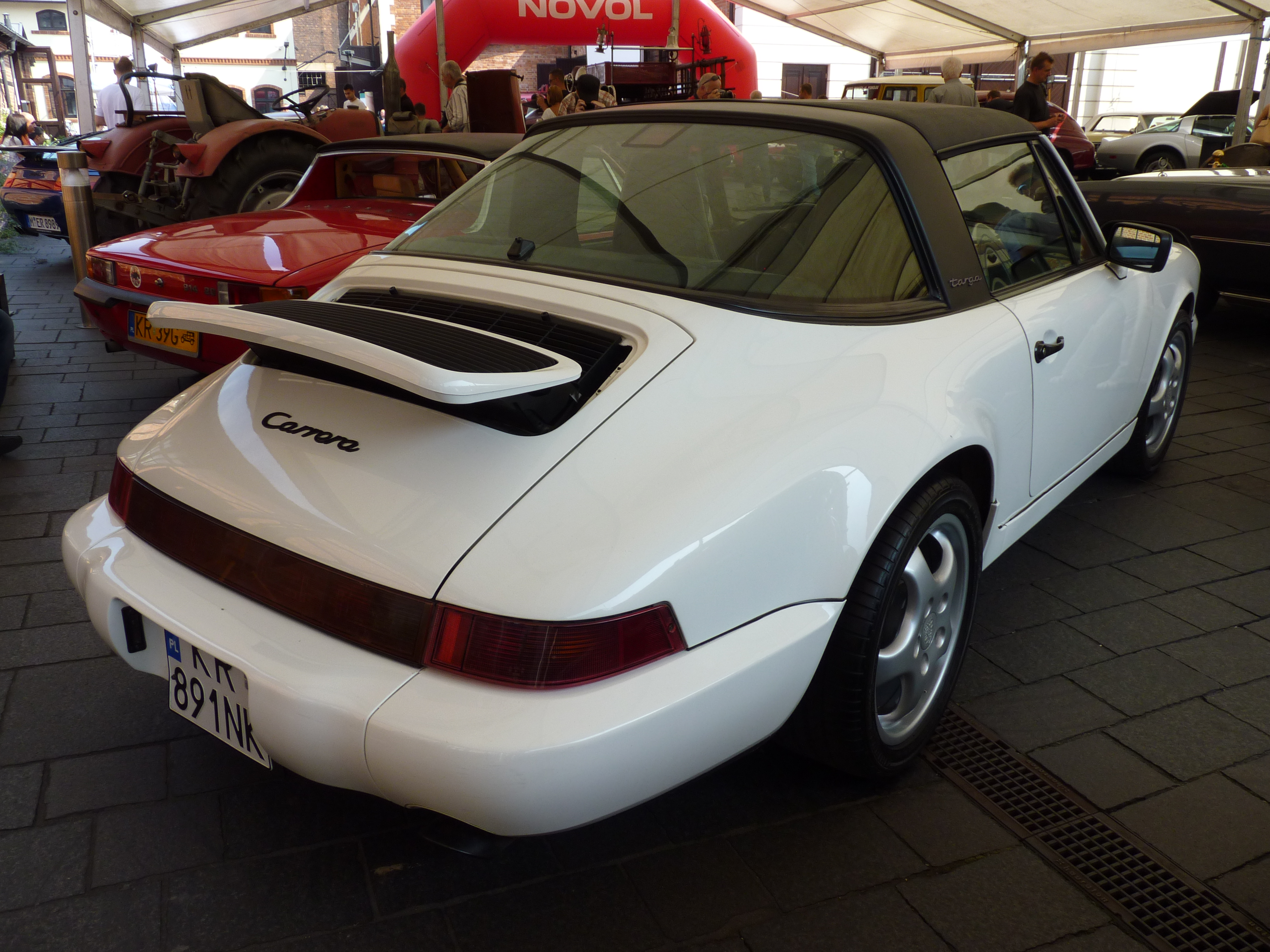
Carrera Targa con lo spoiler mobile aperto

### Motore Carrera 2 e Carrera 4
Con la 964 ha debuttato il motore M64, a 6 cilindri contrapposti di 3,6 litri.
Caratteristiche tecniche
Architettura: Motore boxer, posteriore, lubrificazione a carter secco, raffreddato ad aria
Cilindri: 6
Cilindrata: 3600 cm³
Alesaggio e Corsa: 100 x 76,4 mm
Rapporto di compressione: 11, 3
Accensione: elettronica a 2 candele per cilindro
Alimentazione: iniezione elettronica
Albero a gomiti: forgiato, 8 Cuscinetti principali
Blocco motore e testata: lega d'alluminio
Distribuzione: albero a camme in testa, uno per bancata, trasmissione a catena doppia
Potenza: 250 Cv/184 Kw @ 6100 gir/min
Coppia: 310 Nm @ 4800 gir/min
Limitatore di giri: 6700 gir/min
Prestazioni
Velocità massima: 260 km/h (162 mph) / 256 km/h (159 mph) (con il cambio Tiptronic)
Accelerazione 0-100 km/h: 5,7 s (cambio manuale), 6,6 s (Tiptronic)
Accelerazione 0-400 m (¼ di miglio): 13,6 s
Coefficiente di resistenza aerodinamica: 0,32
Consumo approssimativo di carburante: 10 km/l

## Carrera 964 RS

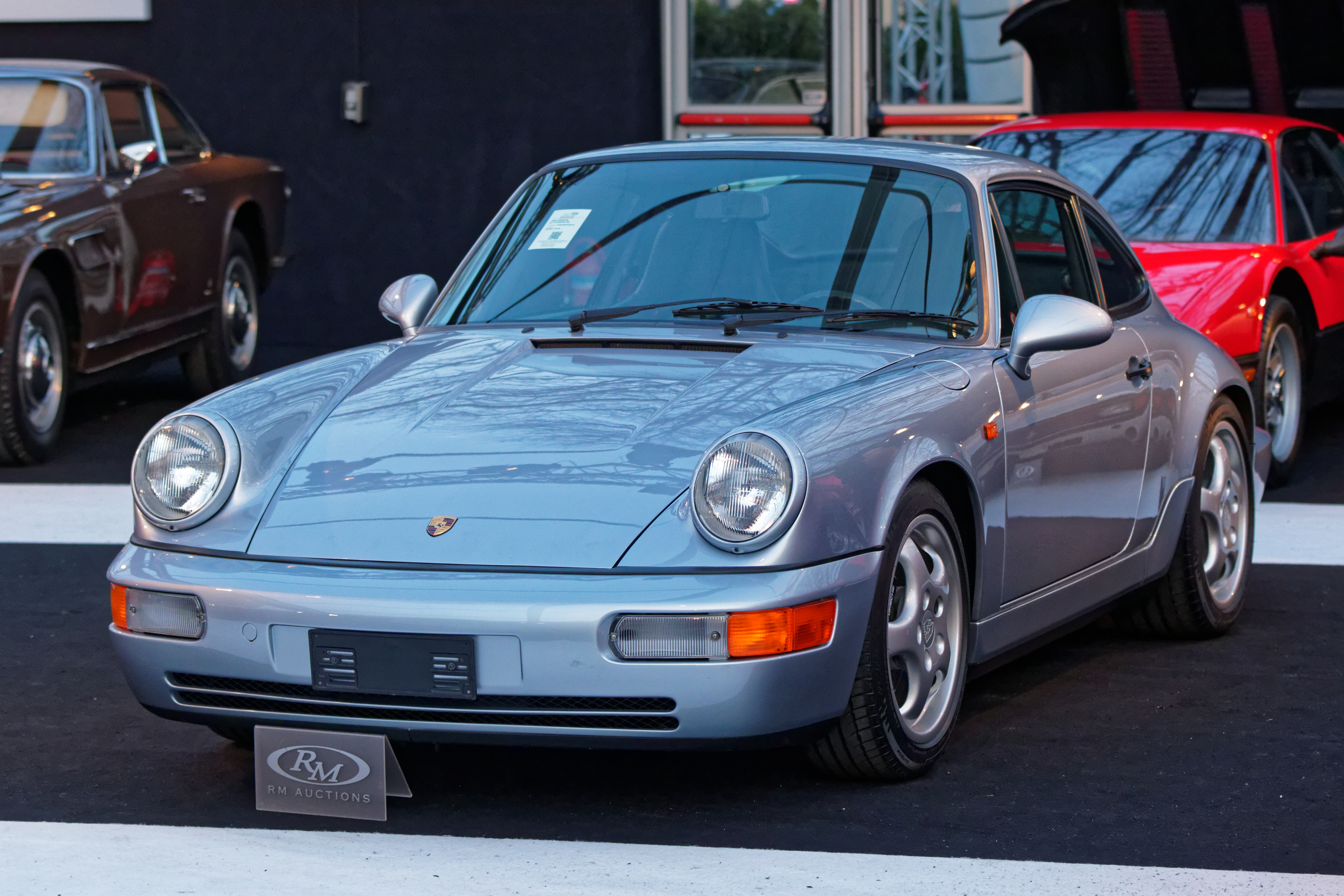
964 Carrera RS

Nel 1992 la Porsche, solo per il mercato europeo, costruì una versione super leggera, con sola trazione posteriore, della Carrera 964, chiamandola Carrera RS. Era basata sulla Porsche 911 "Carrera Cup" da competizione e si caratterizzava per una versione rivista del motore standard, chiamato internamente M64/03, potenziato fino a 260 CV (194 kW), un  leggero volano accoppiato alla trasmissione G50/10 con rapporti più corti, Differenziale a Slittamento Limitato, con ripartitore di coppia asimmetrico e sincronizzatore d'acciaio. Il sistema di sospensioni orientate per l'uso su pista con 40 mm d'altezza da terra, era completato da molle più rigide, ammortizzatori e barre stabilizzatrici regolabili e l'assenza del servosterzo (lo ebbero solo le vetture con guida a destra nel Regno Unito).

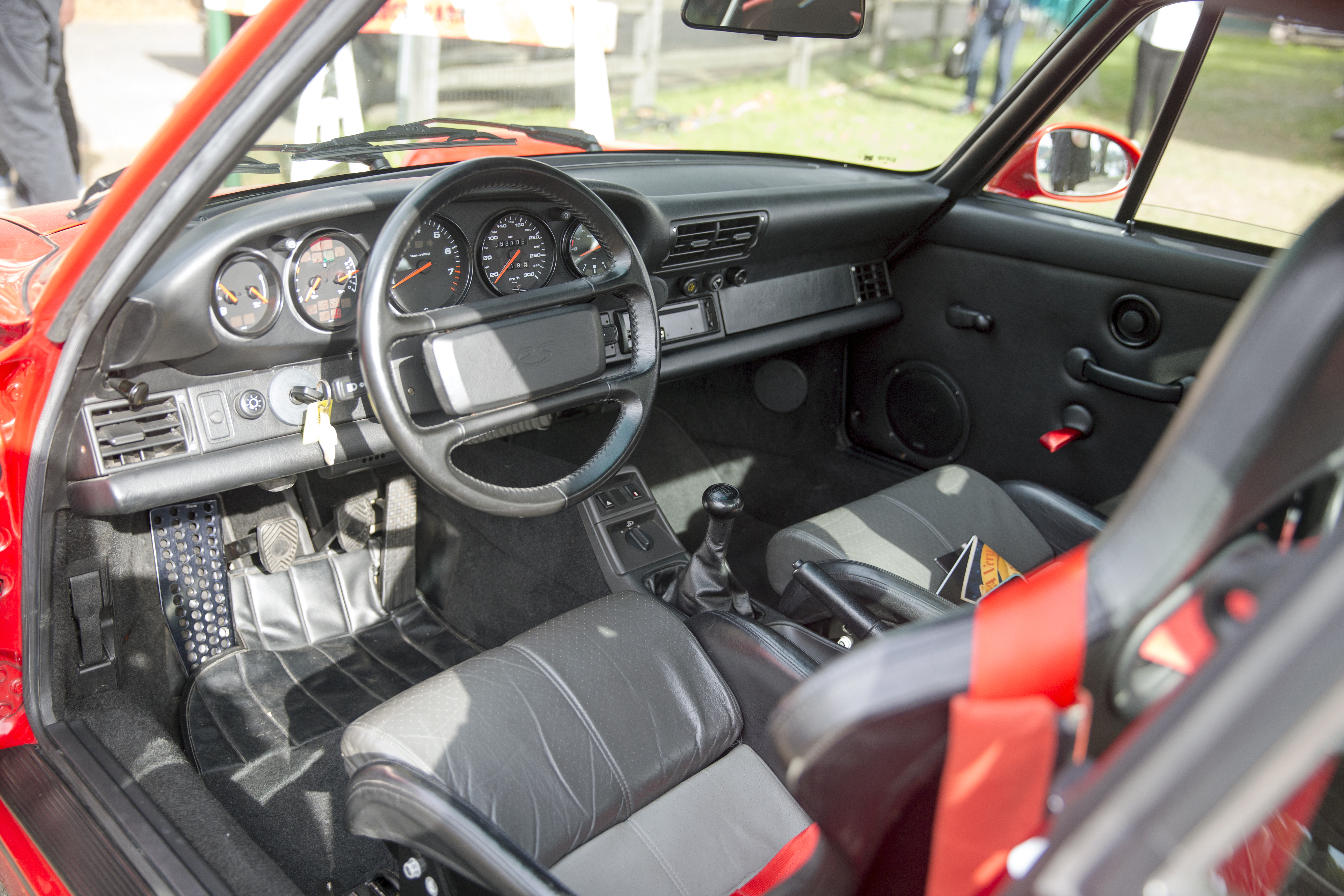
Interni Carrera RS

Gli interni furono spogliati di alzacristalli elettrici, sedili posteriori, aria condizionata, cruise control, materiale fonoassorbente e impianto stereo (inserito come opzione), sostituiti da una coppia di leggeri sedili a guscio da corsa. Il cofano bagagli era fatto in alluminio, e il telaio saldato. I cerchioni erano di magnesio e il vetro dei finestrini e del lunotto era più sottile. Tutti questi interventi alleggerirono la 964 RS di circa 155 kg, rispetto alla versione americana della Carrera 2.

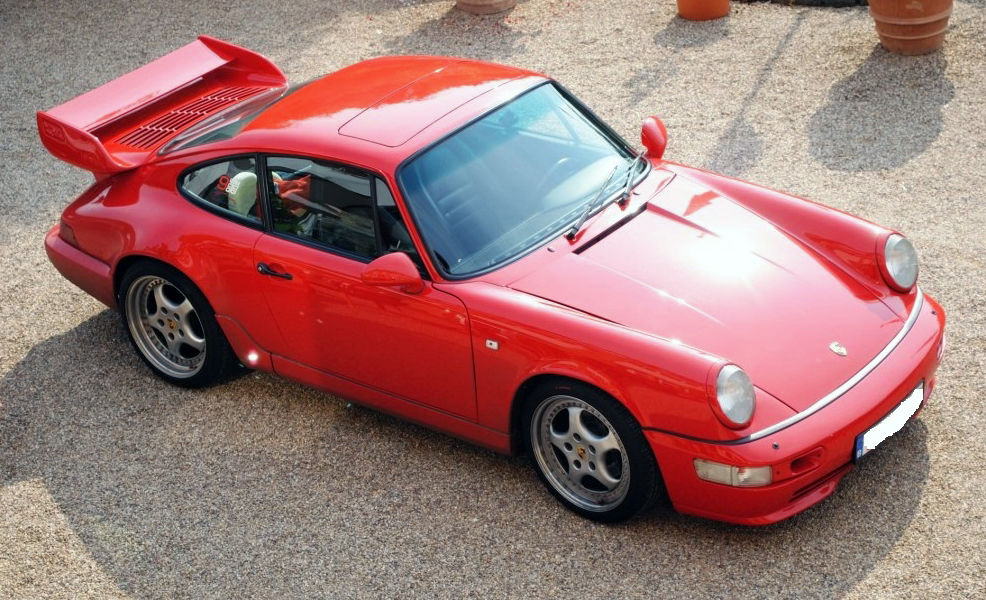
Carrera 964 RS 3.8

La Porsche rese disponibile una versione Touring, più pesante della RS standard, equipaggiata con materiale fonoassorbente, sedili con regolazione elettrica (optional), pianale rinforzato e alzacristalli, e una versione N/GT da gara con roll bar e interni completamente spogli.
A causa delle normative antinquinamento, nel mercato nordamericano venne realizzato la Carrera RS America, che era essenzialmente una Carrera 2 fornita con assetto irrigidito e ribassato e con gli allegerimenti della Carrera RS, a cui si aggiungeva uno spoiler posteriore fisso più piccolo.
In seguito arrivò una ulteriore versione della RS con motore portato a 3.8 capace di 300 CV, da cui è stato sviluppato il modello da competizione, la RSR da 350 CV. 

### Motore Carrera RS
Caratteristiche tecniche (differenze con Carrera 2 e Carrera 4)
Cilindrata: 3605 cm³
Alimentazione: iniezione elettronica con tecnologia Twin spark
Potenza: 260 Cv/191 Kw @ 6100 gir/min
Coppia: 312 Nm @ 4800 gir/min

## 964 Turbo

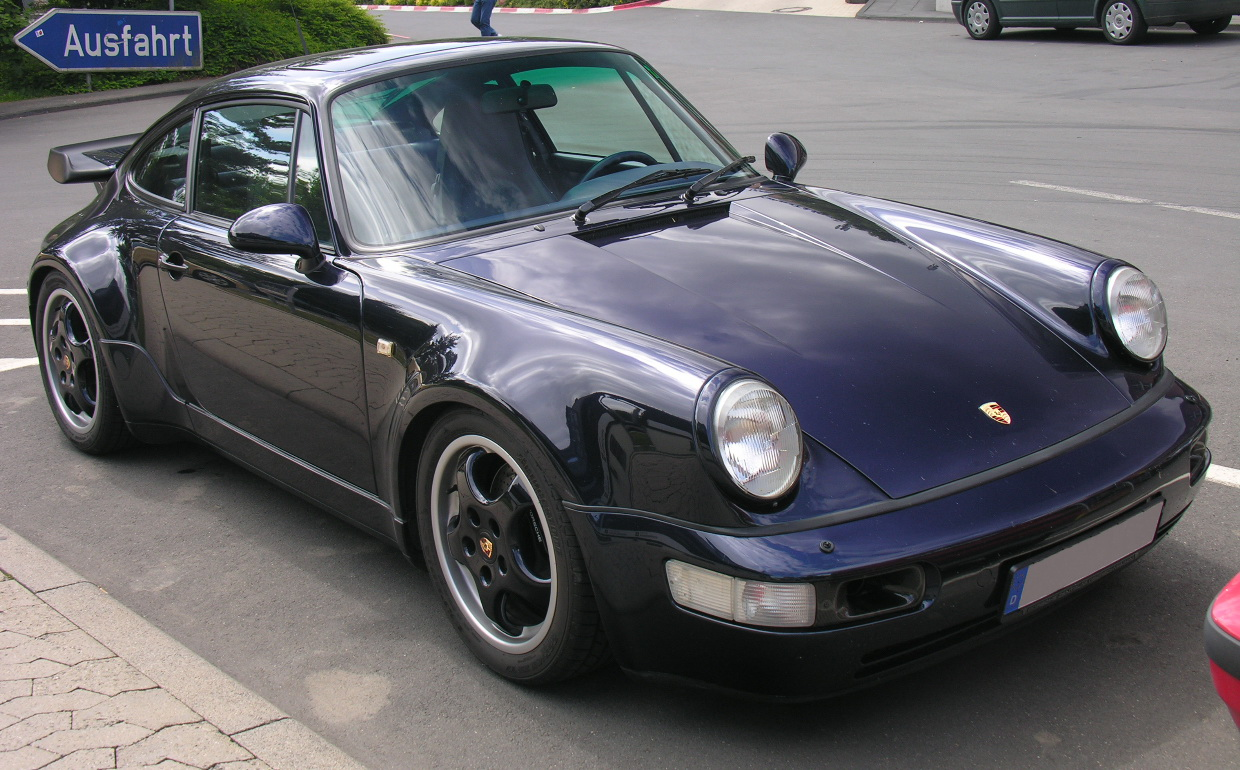
Porsche 964 Turbo

Nel marzo del 1990, la Porsche introdusse il modello 964 Turbo, come erede del precedente modello 930. Non ebbe il tempo necessario per sviluppare dall'inizio una versione turbocompressa del motore M64 da 3,6 litri, e scelse pertanto di utilizzare nuovamente per un primo periodo il motore da 3,3 litri del precedente modello con diverse minori revisioni che resero il motore più brillante, meno tendente al turbo-lag e più potente, portandolo ad una potenza complessiva di 320 Cv (240 Kw) @5750 gir/min. Sono state costruite, in totale, 3660 964 Turbo.

### Caratteristiche tecniche
- Turbo 3,3:

Cilindrata: 3299 cm³
Alesaggio e Corsa: 97 x 74.4 mm
Rapporto di compressione: 7,0:1
Potenza: 320 CV (240 Kw) @ 5750 gir/min
Coppia: 450 Nm @ 4500 gir/min
- Turbo S:

Cilindrata: 3299 cm³
Alesaggio e Corsa: 97 x 74.4 mm
Rapporto di compressione: 7.0:1
Potenza: 376 CV (280 kW) @ 5750 rpm
Coppia: 471 Nm @5000 rpm / 490 Nm @ 4800 rpm
- Turbo 3,6:

Cilindrata: 3600 cm³
Alesaggio e Corsa: 100 x 76.4 mm
Rapporto di compressione: 7.5:1
Potenza: 360 CV (260 Kw) @ 5500 gir/min
Coppia: 520 Nm @ 4200 gir/min
- Turbo 3,6 S:

Cilindrata: 3600 cm³
Alesaggio e Corsa: 100 x 76.4 mm
Rapporto di compressione: 7.5:1
Potenza: 380 CV (283 Kw) @ 5750 gir/min
Coppia: 520 Nm @ 5000 gir/min